# 孔卡多羅站
孔卡多羅站（義大利語：Conca d'Oro）是羅馬地鐵B線的一個車站。於2012年6月13日開通，作為B1線從博洛尼亞站到约尼奥站的分支的一部分。它的名字來源於附近的孔卡多羅廣場。